# Sociedade de Transportes Coletivos de Brasília
A Sociedade de Transportes Coletivos de Brasília (TCB) é uma empresa estatal brasileira, fundada em 8 de maio de 1961. Iniciou as operações em 1º de junho daquele ano. Apesar do nome "sociedade", o Governo do Distrito Federal tem participação de 99,99% na empresa. Foi a primeira empresa pública de transportes coletivos criada na região.

## História
A TCB foi pioneira na implantação de transmissão automática em ônibus, pois a população necessitava na época de um transporte público de qualidade porque era prestado um serviço desorganizado, ruim e pirata, situação esta que perdura até hoje.
Entre as décadas de 1960 e 1980, a empresa viveu seu apogeu: era considerada modelo nacional em transporte público urbano, tendo alcançado, na década de 1960, cerca de 96% das linhas de ônibus do Distrito Federal, abrangendo Brasília e as regiões administrativas mais antigas, como Taguatinga, Sobradinho, Gama, Planaltina e Brazlândia, esta última distante cerca de 47 km de Brasília.
A partir da década de 1990, a TCB deixou de atender as linhas das regiões administrativas e as linhas grandes-circulares. Atualmente, os ônibus da TCB atendem somente Brasília. A empresa só detém 0,9% das linhas convencionais na capital federal.
Em maio de 2011, entrou em circulação a Linha 113 - Executivo, da TCB. Com a tarifa de R$8,00, esta linha especial faz o percurso entre o Aeroporto Internacional de Brasília e o Setores Hoteleiros Norte e Sul, passando pela Esplanada dos Ministérios e pela Rodoviária do Plano Piloto. Os ônibus dispõem de bagageiro e internet sem-fio.
No dia 25 de fevereiro de 2013, houve a intervenção do Governo do Distrito Federal nas linhas operadas pelo Grupo Amaral, que atendia Brasília e as regiões administrativas ao norte e a oeste do Distrito Federal. Com isso, a TCB ficou responsável por essas áreas que corresponde a praticamente 15% do total de linhas do Distrito Federal.